# مدرسة ينبع الدولية
مدرسة ينبع الدولية هي مدرسة دولية تقوم بالتدريس حسب المنهج الأمريكي وتقع في ينبع غرب المملكة العربية السعودية. المدرسة مفتوحة لالتحاق جميع الجنسيات. معتمدة من قبل رابطة الولايات الوسطى وجزء من مجموعة المدارس الدولية وهي المنظمة التي تديرها ثماني مدارس في جميع أنحاء المملكة العربية السعودية. تدار من قبل مدير المنطقة ومجلس الأمناء في الظهران ومرخصة من وزارة التعليم السعودية.

## التاريخ
تأسست المدرسة من قبل الهيئة الملكية في عام 1979 وتم إدارة مدرسة ينبع الدولية في البداية من قبل خدمات المدارس الدولية وثم في عام 1988 أصبحت عضوا في المدارس العالمية في المملكة العربية السعودية بمنطقة الظهران. في عام 1998 أصبحت جزء من مجموعة المدارس الدولية.
تم اعتماد المدرسة من قبل رابطة الولايات الوسطى للكليات والمدارس.

## المناهج
تتبع المدرسة المنهج الأمريكي. اللغة الأساسية للتدريس هي اللغة الإنجليزية.
بالإضافة إلى المناهج الدراسية الأساسية من فنون اللغة والرياضيات والعلوم والدراسات الاجتماعية فإنه تتوفر أيضا صفوف في اللغة العربية والثقافة والموسيقى والفن والإعلام وتقنية الحاسب الآلي واللغة الفرنسية والتربية البدنية. تضم المدرسة الصفوف من 6 إلى 12.

## المرافق
المكتبة تحوي أكثر من 30،000 مجلد مع نظام فهرسة محوسب. هناك أيضا مختبرات الحاسوب ومرافق المؤسسة العامة الداخلية والخارجية ومرافق الموسيقى والفن وملعب مظلل وكافتيريا تسع لجلوس حوالي 150 طالب وطالبة. كما أنها توفر الحضانة لأطفال الموظفين خلال ساعات الدوام المدرسي.

## الطلاب
تضم المدرسة 471 طالبا حسب العام الدراسي 2014-2015 بينما تتراوح أعمارهم من 4 سنوات إلى 18 سنة. تنقسم المدارس إلى 4 مستويات: الابتدائية الدنيا والابتدائية العليا والمتوسطة والثانوية. 30٪ من الطلاب هم باكستانيين و18٪ هنود و12٪ ماليزيين و9٪ أمريكيين و8٪ فلبينيون و7٪ كنديون و2٪ بريطانيون و2٪ سعوديون. 12٪ المتبقون يمثلون 22 دولة بما في ذلك ولكن ليس على سبيل الحصر لبنان والأردن ومصر وفلسطين ونيجيريا واندونيسيا وتركيا وكوريا الجنوبية.

## هيئة التدريس
تضم المدرسة 31 معلم من مختلف البلدان. غالبيتهم من الولايات المتحدة وكندا. بمساعدة من قبل اثني عشر معلم الذين يشرفون أيضا على خارج الفصول الدراسية. تتضمن الإدارة أيضا مدير مكتب العمل وسكرتير إداري وأمين مكتبة بدوام كامل ومستشار التوجيه ومنسق تكنولوجيا وممرضة تقدم المساعدة الطبية عند الضرورة خلال ساعات الدوام المدرسي.

## النشاطات والأحداث
المدرسة تستضيف مجموعة متنوعة نموذجية من الأنشطة اللاصفية لطلابها. تشمل الأنشطة الطلابية مجلس الطلاب والنوادي الرياضية الكبرى المختلفة والحرف والألعاب والموسيقى والمكتبة والكتاب السنوي وغيرها من الأنشطة بناء على اهتمام الطلاب. تقدم المدرسة برنامجا مكثفا لأنشطة ما بعد المدرسة وتزويد الطلاب بفرص للسفر داخل المملكة والمنافسة في مجموعة متنوعة من الأحداث الرياضية والأكاديمية بما في ذلك كرة القدم وكرة السلة والكرة الطائرة والمعارض العلمية وتنس الطاولة والكريكيت والكرة اللينة.
مما يعكس مكانتها باعتبارها مدرسة دولية فإنه يقام كل عام احتفال يوم الأمم المتحدة.